# Ирвин, Джексон
Джексон Александр Ирвин (Ирвайн) (англ. Jackson Alexander Irvine; род. 7 марта 1993[…], Мельбурн) — шотландский и австралийский футболист, опорный полузащитник клуба «Санкт-Паули» и сборной Австралии. Участник чемпионата мира 2018 и 2022 годов.

## Клубная карьера
Ирвин начал карьеру в клубе «Мельбурн Виктори» из своего родного города. В 2010 году он перешёл в шотландский «Селтик» и первые сезоны выступал за молодёжную команду «кельтов». 1 сентября 2012 года в матче против «Хиберниана» Джексон дебютировал в шотландской Премьер лиге, заменив во втором Виктора Ваньяму. В том же сезоне он стал чемпионом и обладателем Кубка Шотландии.
В 2013 году для получения игровой практики Ирвин на правах аренды перешёл в «Килмарнок». 17 августа в матче против «Сент-Миррена» он дебютировал за новую команду. 19 октября в поединке против «Росс Каунти» Джексон забил свой первый гол за «Килмарнок».
Летом 2014 года Ирвин перешёл в «Росс Каунти» на правах аренды. 13 сентября в матче против «Мотеруэлла» он дебютировал за новую команду. 1 января 2015 года в поединке против «Инвернесс Каледониан Тисл» Джексон забил свой первый гол за «Каунти». Летом того же года клуб выкупил у «Селтика» контракт Ирвина.
Летом 2016 года Джексон перешёл в английский «Бертон Альбион». 13 августа в матче против «Бристоль Сити» он дебютировал в Чемпионшипе. 16 августа в поединке против «Шеффилд Уэнсдей» Ирвин забил свой первый гол за «Бертон Альбион». Летом 2017 года Джексон перешёл в «Халл Сити», подписав трёхлетний контракт. 5 августа в матче против своего бывшего клуба «Бертон Альбион» он дебютировал за новую команду. 9 декабря в поединке против «Брентфорда» Джексон забил свой первый гол за «Халл Сити».
В начале 2021 года Ирвин перешёл в «Хиберниан», подписав контракт до конца сезона. 16 января в матче против своего бывшего клуба «Килмарнок» он дебютировал за новую команду. Летом того же года Ирвин перешёл в немецкий «Санкт-Паули». 29 августа в матче против «Яна» он дебютировал во Второй Бундеслиге. 24 октября в поединке против ростокской «Ганзы» Джексон забил свой первый гол за «Санкт-Паули».

## Международная карьера
В 2013 году в составе молодёжной сборной Австралии Ирвин принял участие в молодёжном Чемпионате мира в Турции. На турнире он сыграл в матчах против команд Сальвадора, Турции и Колумбии.
15 октября того же года в товарищеском матче против сборной Канады Джексон дебютировал за сборную Австралии, заменив во втором тайме Миле Идинака. 28 марта 2017 года в отборочном матче чемпионата мира 2018 против сборной ОАЭ Ирвин забил свой первый гол за национальную команду.
В 2017 году Джексон принял участие в Кубке конфедераций в России. На турнире он сыграл в матчах против команд Камеруна и Чили.
В 2018 году Ирвин принял участие в чемпионате мира 2018 в России. На турнире он сыграл в матчах против команд Франции, Дании и Перу.
В 2019 году Ирвин был включён в состав сборной на Кубок Азии в ОАЭ. На турнире он сыграл против команд Иордании, Палестины, Сирии, Узбекистан и ОАЭ.
В 2022 году Ирвин во второй раз принял участие в чемпионате мира в Катаре. На турнире он сыграл в матчах против команд Аргентины, Франции, Туниса и Дании.
В 2024 году Ирвин во второй раз принял участие в Кубке Азии 2023 в Катаре. На турнире он сыграл в матчах против команд Индии, Сирии, Узбекистана, Индонезии и Южной Кореи. В поединках против сирийцев и индийцев Джексон забил по голу.

### Голы за сборную Австралии
| #   | Дата            | Место                                            | Противник      | Счёт | Результат | Соревнование                     |
| --- | --------------- | ------------------------------------------------ | -------------- | ---- | --------- | -------------------------------- |
| 01. | 28 марта 2017   | Сиднейский футбольный стадион, Сидней, Австралия | ОАЭ            | 1:0  | 2:0       | Чемпионат мира 2018 квалификация |
| 02. | 23 марта 2018   | Уллевол, Осло, Норвегия                          | Норевгия       | 0:1  | 4:1       | Товарищеский матч                |
| 03. | 30 декабря 2018 | Аль-Мактум Стэдиум, Дубай, ОАЭ                   | ОАЭ            | 5:0  | 5:0       | Товарищеский матч                |
| 04. | 15 октября 2019 | Национальный, Гаосюн, Тайвань                    | Тайвань        | 1:3  | 1:7       | Чемпионат мира 2022 квалификация |
| 05. | 15 октября 2019 | Национальный, Гаосюн, Тайвань                    | Тайвань        | 1:4  | 1:7       | Чемпионат мира 2022 квалификация |
| 06. | 3 июня 2021     | Джассим бин Хамад, Эр-Райян, Катар               | Кувейт         | 2:0  | 3:0       | Чемпионат мира 2022 квалификация |
| 07. | 7 июня 2021     | Ахмед бин Али, Эр-Райян, Катар                   | ОАЭ            | 0:1  | 1:2       | Чемпионат мира 2022 квалификация |
| 08. | 24 марта 2023   | Вестерн Сидней Стэдиум, Сидней, Австралия        | Эквадор        | 1:0  | 3:1       | Товарищеский матч                |
| 09. | 18 октября 2023 | Брентфорд Коммьюнити, Брентфорд, Англия          | Новая Зеландия | 2:0  | 2:0       | Товарищеский матч                |
| 10. | 13 января 2024  | Джассим бин Хамад, Эр-Райян, Катар               | Индия          | 1:0  | 2:0       | Кубок Азии 2023                  |
| 11. | 18 января 2024  | Джассим бин Хамад, Эр-Райян, Катар               | Сирия          | 0:1  | 0:1       | Кубок Азии 2023                  |

## Достижения
Командные
 «Селтик»
- Чемпионат Шотландии по футболу — 2012/2013
- Обладатель Кубка Шотландии — 2012/2013

 «Санкт-Паули»
- Вторая Бундеслига - 2023/2024